# Laura (chanson)
Singles de Johnny Hallyday
Je te promets
(1987) L'Envie
(1988)
Laura est une chanson de Johnny Hallyday, écrite et composée par Jean-Jacques Goldman. Elle figure sur le 35e album studio du chanteur, Gang, sorti en 1986.

## Thème
La déclaration d'amour d'un père à sa fille.

## Histoire
Au milieu des années 1980, Johnny Hallyday, idole des jeunes en France dans les années 1960 et 1970, mais qui a traversé une période plus difficile de 1982 à 1985, effectue un retour au premier rang de la scène musicale française grâce, notamment, à l'album Rock'n'Roll Attitude, construit en collaboration avec Michel Berger. Il a également entamé une relation amoureuse avec Nathalie Baye dont naît, en novembre 1983, Laura Smet.
Pour confirmer ce retour gagnant, il cherche de nouvelles chansons qui renouvellent encore son répertoire et de nouveaux auteurs. il fait alors appel à Jean-Jacques Goldman qui perce à l'époque sur cette scène musicale. La rencontre se fait par l'intermédiaire de Bernard Schmitt, réalisateurs de clips pour les deux artistes. Jean-Jacques Goldman accepte et commence à proposer des idées de chansons, dont celle-ci. Le texte évoque Laura Smet, alors âgée de trois ans.
Présente sur l'album Gang (1986), la chanson est diffusée en 1987 en maxi 45 tours promo, en 45 tours et en CD Single (le premier du genre pour Johnny Hallyday) avec pour ce single une pochette illustrée d'un dessin d'enfant.

## Réception
Le titre s’écoule à plus de 300 000 exemplaires en France à sa sortie.

### Classements hebdomadaires
| Classement (1987-88) | Meilleure place |
| -------------------- | --------------- |
| France (SNEP)        | 5               |

| Classement (2017)            | Meilleure place |
| ---------------------------- | --------------- |
| France (SNEP)                | 12              |
| Suisse (Schweizer Hitparade) | 62              |

## Discographie
- 1986 : album Gang
- 1987 : single 45 tours, CD Single, Maxi 45 tours

Discographie live
- 1987 : Johnny à Bercy
- 1988 : Live at Montreux 1988 (resté inédit jusqu'en 2008)
- 1991 : Dans la chaleur de Bercy
- 1991 : Johnny Hallyday Fête de l'Huma 18 septembre 1991 (sortie posthume en 2024)
- 1993 : Parc des Princes 1993
- 1998 : Stade de France 98 Johnny allume le feu (incluse dans un medley)

## Reprise et adaptation
Reprise
- 2024 : David Hallyday sur l'album hommage à son père, Requiem pour un fou.

Adaptation
- La chanson est adaptée en néerlandais sous le titre Lara, par le chanteur belge flamand Bart Herman, et est sortie sur son album De Slag Van Mijn Hart en 1997.